# Улица Крупской (Пермь)
Улица Кру́пской расположена в Перми, на территории Мотовилихинского района.
Названа в честь жены В. И. Ленина Надежды Константиновны Крупской.

## История
Застройка улицы-проспекта началась с возведения первого семидесятиквартирного дома в 1957 году в микрорайоне Городские горки. Изучением истории улицы занимались студенты Пермского филиала ВШЭ, который находится в этом микрорайоне.
Связь имени Крупской с Прикамьем обосновывается её агитационной поездкой в 1919 году на пароходе по Каме. «Коллективом парохода проведены десятки митингов и собраний трудящихся и воинов Красной Армии, оказана неоценимая помощь партийным и советским организациям в укреплении связей с народом, в восстановлении заводов и фабрик, проведении организаторской и культурно-просветительной работы».
В 1928 году вновь посетила Пермь вместе с Марией Ульяновой.

## Здания и сооружения
Издательско-полиграфический комплекс «Звезда» (Дружбы, 34) введен в эксплуатацию в 1964 году.
Средняя школа № 127 (Крупской, 80), открыта в 1965 году.
На торце жилого дома (Крупской, 37) — экстерьер «Мир» (1982) в технике сграфитто художник Р. Б. Пономарёв.